# Jbel Angour
Der Jbel Angour (manchmal auch Anngour geschrieben) ist mit seinen 3586 m Gipfelhöhe einer der höchsten Berge des Hohen Atlas im Nordwesten Afrikas.

## Lage
Der inmitten mehrerer Viertausender gelegene Jbel Angour befindet sich etwa 15 km (Luftlinie) nordöstlich des Jbel Toubkal und knapp 10 km (Wegstrecke) südöstlich des Bergortes Oukaïmeden. Der winterliche Schnee schmilzt auf der Südseite regelmäßig spätestens in den Frühsommermonaten ab.

## Besteigung
Für geübte Bergwanderer ist der Jbel Angour winters wie sommers in Tagestouren von Oukaïmeden oder vom Dorf Tacheddirt aus recht einfach zu besteigen.